# Блинчики Сюзетт
Блинчики Сюзе́тт (фр. crêpes Suzette) — французский десерт, 
блюдо высокой кухни, состоящее из тонких блинчиков (фр. crêpe) и так называемого «масла „сюзетт“» — соуса из сливочного масла, карамелизированного сахара, апельсинового либо мандаринового сока и цедры. Перед подачей блюдо поливают ликёром Grand Marnier, либо похожими на него апельсиновым кюрасао или трипл-сек, а затем фламбируют на огне в присутствии клиента, у его столика.

## История
Согласно легенде, блюдо появилось в 1895 году в Café de Paris в Монте-Карло в результате ошибки: 14-летний помощник повара Анри Шарпантье готовил десерт для принца Уэльского, будущего короля Эдуарда VII, в числе гостей которого была красивая французская девушка по имени Сюзетт. Эта история была рассказана самим Шарпантье в его автобиографии «Жизнь а ля Анри», хотя позже она была опровергнута гастрономической энциклопедией Larousse gastronomique.
«Блюдо загорелось совершенно случайно, когда я работал возле плиты. Я думал, оно испорчено. Принц и его друзья ждали. Как я мог начать все сначала? Я попробовал. Я подумал, что это была самая восхитительная смесь сладких вкусов, которую я когда-либо пробовал. Я до сих пор так считаю. Этот случай с пламенем был именно тем, что было необходимо, чтобы объединить все эти различные инструменты в единую гармонию вкуса … Он съел блины вилкой; но он использовал ложку, чтобы собрать оставшийся сироп. Он спросил меня, как называется то, что он ел с таким удовольствием. Я сказал ему, что оно будет называться Crêpes Princesse. … Дама поднялась на ноги и, придерживая руками свою маленькую юбку, сделала ему реверанс. „Не могли бы вы, — сказал Его Величество, — поменять Crêpes Princesse на Crêpes Suzette?“ Так родилось это кондитерское изделие, один вкус которого, как я действительно верю, превратит каннибала в цивилизованного джентльмена. На следующий день я получил подарок от принца, украшенное драгоценными камнями кольцо, панамскую шляпу и трость».
Однако различные источники (например, Larousse Gastronomique) сомневаются, что принцу прислуживал Шарпантье, а не метрдотель, потому что он был слишком молод. Менее фантастическая версия вытекает из интервью Элси Ли с ним в 1950-х годах. Там Шарпантье подробно объяснил, что «его сложная версия началась с блюда из блинов с фруктовым соусом, которые его приёмная мать готовила по особым случаям». В то время шеф-повара в Париже часто добавляли ликёр.
В другом утверждении говорится, что блюдо было названо в честь французской актрисы Сюзанны Райхенберг (1853—1924), которая профессионально работала под именем Сюзетт. В 1897 году Райхенберг появилась в Комеди Франсез в роли горничной, во время которой она подавала блины на сцене. Блинчики предоставил месье Жозеф, владелец ресторана Marivaux. Он решил поджарить тонкие блины, чтобы привлечь внимание публики и подогреть еду для актёров. Впоследствии Джозеф был директором ресторана Paillard в Париже, а затем работал в отеле Savoy в Лондоне.
В 1896 году швейцарско-американский ресторатор Оскар Чирки опубликовал рецепт «Блинчики в стиле казино», в котором всё было готово, кроме финального фламбе.
Эскофье описал блины Сюзетт в английской версии своего Guide Culinaire в 1907 году (французское издание — 1903) точно так же, также без финального фламбе.
К 1898 году это блюдо уже было фирменным блюдом французского ресторана Marie’s.